# Аржаковский, Антуан
Антуа́н Аржако́вский (фр. Antoine Arjakovsky, Анто́н Серге́евич Аржако́вский; род. 5 октября 1966, Париж) — французский историк, публицист, общественный активист русского происхождения. Директор Института экуменических исследований Украинского католического университета, член Европейской ассоциации социальных недель.

## Биография
Родился 5 октября 1966 года в Париже в семье сын Елены Дмитриевны Клепининой-Аржаковской, дочери священника Димитрия Клепинина.
Окончил Высшую школу социальных наук (EHESS). Научный сотрудник (research fellow) богословского факультета Католического университета Лувена (Бельгия). Работал в группе по изучению русской эмиграции при Институте славяноведения в Париже.
В 1994—1998 годы — директор Французского университетского колледжа при МГУ в Москве.
В 1998 году переезжает в Киев, где до 2002 года работал атташе по культуре и образованию посольства Франции на Украине и содиректором Французского культурного центра в Киеве.
В 2000 году в Высшей школе социальных наук получил докторскую степень по истории за диссертацию «Les intellectuels russes en France. La revue la Voie (Put´), revue de la pensée religieuse russe (1925—1940)», которая писалась под руководством Ютты Шеррер. Диссертация издана на русском языке в 2002 году под названием «Журнал Путь (1925—1940). Поколение русских религиозных мыслителей в эмиграции».
В 2002 году, «проведя четыре года в Киеве, я переехал во Львов, где я обнаружил яркую Греко-Католическую Церковь, наследницу Православной Церкви Киева, которая осталась верной единству Флорентийского собора в 1439 году». Стал профессором Украинского католического университета во Львове.
В 2004 году вместе с Иваном Дацко основал Институт экуменических исследований при Украинском католическом университете во Львове и стал его директором: «Мне удалось основать в Украинском Католическом Университете первый Институт экуменических студий в мире, созданный на православной земле. При поддержке епископов и православных, католических и протестантских деятелей мы учредили степень магистра в области экуменических студий, экуменический web-журнал на русском и украинском (www.dukhovnist.in.ua), ежегодную Экуменическую социальную неделю, а также множество симпозиумов, фильмов и публикаций». Возглавлял данный институт в течение семи лет. За время его руководства Институтом экуменических исследований во Львове были проведены три Экуменически-социальные недели, участие в которых принимало высшее руководство церквей и общественных организаций, а также был начат конкурс «Репортеры надежды в Украине» на лучший репортаж или статью, «информацию-носителя решений» (информацию, затрагивающую важные вопросы нашего общества, и дающую на них реальные ответы, показывающую пути решения проблем и побуждающую людей к действиям).
22 июня 2011 года в Украинском католическом университете состоялись торжества по случаю завершения его деятельности на посту директора Института экуменических студий. За весомый вклад в распространении экуменизма и христианских ценностей в публичных сферах во время семинара «Института экуменических студий — 7 лет: итоги деятельности и перспективы развития» советник городского головы Львова Богдан Панкевич от имени мэра Львова Андрея Садового наградил его «Золотым гербом Львова». Сам аржаковский сказал: «Я ухожу, потому что пришло время, чтобы в ИЭК пришел новый человек, потому что в Украине уже выполнил свою миссию — здесь есть достаточно людей, которые имеют экуменический опыт, а также денежный фонд, который насчитывает 450 000 долларов <…> Меня пригласили в Париж в колледж бернардинцев, который является старейшим в мире. Там работать в направлении политического богословия. Хочу возродить, то сейчас актуальным — связь между демократией и духовностью».
В сентябре 2011 года становится директором по научным исследованиям Колледжа бернардинцев (Париж).
В январе 2014 года выступил с резко критической статьёй в отношении Русской православной церкви, где критиковал её за осуждение Евромайдана на Украине, позицию по первенству в православии, которая признавала за Константинополем лишь первенство чести, антиэкуменизм и т. д.
1 января 2015 года в числе группы русских эмигрантов Антуан Аржаковский подписал обращения «Солидарность с подлинной Россией». В нём, в частности, говорится: 

Эмигрантские объединения, СМИ и молодёжные организации в Париже, Лондоне или Нью-Йорке выступают за Россию Пушкина и Сахарова, а не за Россию Дугина и Зюганова. <…> Называющие себя в письме наследниками русской эмиграции и поддерживающие сегодня политику Владимира Путина в качестве главного аргумента выдвигают то, что украинское руководство осуществляет военную операцию в Донбассе. Но они должны знать, что агрессором является Россия: ведь те вооруженные люди, которые захватили Крым и сегодня дестабилизируют положение в Донбассе, — россияне. Они должны знать, что нынешнее украинское руководство ведёт оборонительную и антитеррористическую борьбу и — в отличие от предыдущего правительства — предусматривает политическую децентрализацию.
В марте 2016 года выступил инициатором обращения с «покаянием» перед УГКЦ и осуждением Львовского собора: «Мы смиренно просим прощения за все несправедливости, жертвами которых они стали под прикрытием авторитета Православной Церкви, и склоняем наши головы перед мучениками Украинской Греко-Католической Церкви».
В декабре 2017 года вместе с ещё 11 общественными активистами написал открытое письмо к главе Высшего совета по аудиовизуальным средствам Франции Оливье Шрамеку с требованием отозвать лицензию на вещание у канала RT France. По мнению авторов письма Russia Today «сеет раздор и ослабляет демократию», а запуск RT France приведет к «путанице в умах и разобщению французов».

## Публикации
- Histoire de la pensée orthodoxe au XXe siècle; vol 1, Une génération de penseurs religieux de l’émigration russe, La revue La Voie (1925—1940), Kiev-Paris, L’Esprit et la Lettre, 2002. (610 pages)
  - Журнал «Путь» (1925—1940): Поколение русских религиозных мыслителей в эмиграции / Пер. с франц. — Киев: Феникс, 2000. — 655 с.
  - The Way, a Journal of the Russian Religious Thinkers (1925—1940). (2010 by Notre Dame Press, USA).
- Friendship as an Ecumenical Value / Edited by Antoine Arjakovsky and Marie-Aude Tardivo // Proceedings of the International Conference Held on the Inauguration of the Institute of Ecumenical Studies, Lviv, 11-15 June, 2005, Lviv, UCU, 2006 (180 pages).
- Vers un christianisme post confessionnel, entretiens avec le cardinal L. Husar, (Paris, Parole et Silence, 2005, 190 pages)), préface du père Borys Gudziak.
  - Conversations with Cardinal Lubomyr Husar: Towards a Post-Confessional Christianity. — Lviv : Ukrainian Catholic University Press, 2007. — 160 с.
  - Бесіди з Блаженнішим Любомиром Гузаром: до постконфесійного християнства. — Львів : Український католицький університет, 2006. — 144 с.
- Church, Culture, and Identity. Reflections on Orthodoxy in the Modern World, Lviv, UCU, 2007 (207 pages). Foreword by Fr. Michael Plekon.
- Le père Serge Boulgakov, un philosophe et un théologien chrétien (Paris, Parole et Silence, 2007, 210 pages), préface du père André Borrely.
  - Отець Сергій Булгаков, Нариси про християнського філософа та богослова. (Lviv, UCU, 2007)
- В ожидании Всеправославного Собора: духовный и экуменический путь. — Институт экуменических студий. — Львов. — 2013.
  - Очікуючи на Всеправославний Собор: духовний та екуменічний шлях. — Львів : Український католицький університет, 2013. — 450 с.
- Pour une démocratie personnaliste. — Paris : Lethielleux, 2013. — 128 с.
- Qu’est-ce que l’orthodoxie ?. — Paris : Gallimard, 2013. — 640 с. (фр.)
  - Что такое Православие?. — Киев : Дух i лiтера : Институт религиозных наук св. Фомы Аквинского, 2018. — 608 с. — ISBN 978-966-378-582-0
- Russie-Ukraine, de la guerre à la paix ?. — Paris : Parole et Silence, 2014. — 352 p. — ISBN 2-88918-330-0.
  - Россия и Украина: от войны к миру? (2014)
- Розбрат України з Росією: стратегія виходу з піке. — Харків : Віват, 2015. — 256 p. — ISBN 6177246591.

- «Ariane Efron — Boris Pasternak, Lettres d’exil, 1948—1957», ACER-Tribune, Paris, 1988, pp 16-28.
- «L’apport philosophique et religieux de l'émigration russe». Contacts N°156, Paris, 4éme trimestre 1991, pp. 45-56.
- «U.R.S.S. (1985—1991) : La littérature des incendiaires.» Notes Bibliographiques, n° 10, Paris, décembre 1991, pp. 2-8.
- «Pédagogie de l’Histoire». Tour d’Horizon, N°9, Paris, Mars 1992, pp.-7-8.
- «Entre histoire et mémoire, Nicolas Berdjaev, un penseur russe en France. (1924—1993)», L’héritage culturel de l'émigration russe, 1917—1940, Actes du Colloque, Académie des sciences, Moscou, 1994, pp. 127—145.
- «Léon Sestov et Nicolas Berdjaev, une amitié orageuse». Cahiers de l'émigration russe, Paris; 1995, pp.65-78.
- «L’avenir n’a pas de frontières», Les Nouvelles Françaises, Paris-Moscou, n°4, nov. 1997, pp. 12-13.
- «Un atelier pour une nouvelle synthèse des savoirs», Les Nouvelles Françaises, Paris-Moscou, n°5, d?c. 1997, pp. 12-13.
- «L’Institut saint Serge, la sophiologie du père Serge Bulgakov», dans Actes du Colloque, Moscou, MT, 1997, pp.34-76.
- "Les intellectuels russes en France, histoire de la revue La Voie (1925—1940), Russies, Mélanges offerts à Georges Nivat, Paris, L’Age d’Homme, 1996, pp. 125—139.
- «Les débats oecuméniques à Paris dans l’entre-deux guerres», dans Actes du colloque, Zivoe Predanie, Moscou, 1998, pp. 56−86. (en russe)
- «L’Institut de théologie orthodoxe St Serge», Contacts, n°185, 1999, pp. 50-75.
- Свято-Сергиевский православный богословский институт в Париже // Богослов, философ, мыслитель: юбилейные чтения, посвящ. 125-летию со дня рождения о. Сергия Булгакова (Москва, сентябрь 1996 г.). — М. : Дом-музей Марины Цветаевой, 1999. — 152 с. — С. 109—128
- «La pensée religieuse russe et la modernité», Actes du Colloque sur «L’héritage de l’émigration russe» organisé au Sénat par l’IES et la Bibliothéque Tourguenev, Paris, janvier 2001.
- «La sophiologie du père Serge Bulgakov et la théologie occidentale contemporaine», Actes du colloque organisé par Dom Russkovo Zarubejié, Moscou, janvier 2003. (en russe)
- «Les intellectuels européens et la mondialisation», Actes du séminaire organisé par la Fondation G. Soros à Kiev, Fondation Soros-Vydogénia, décembre 2001, pp. 12-14 (en ukrainien).
- «Le métropolite Wladimir de Kiev», Synopsis, Kiev, juillet 2001, pp. 8-9. (en russe)
- «L’héritage contemporain de la pensée orthodoxe de l’entre-deux guerres», Collegium, Kiev, janvier 2002, n°64, pp. 50-76. (en russe)
- «Les intellectuels russes en France : La revue La Voie, revue de la pensée religieuse russe», Revue des Etudes Slaves, Paris, 2001, n° LXXIII/1. (en français)
- Traduction en allemand Klaus Bambauer : «Vater Dimitrij Klepinin (1904—1944) und die Erinnerung an ihn» (internet)
- «Отец Димитрий Клепинин и память о нём» // Семья в постатеистических обществах, составитель К. Сигов, Львов, Дух и Литера, 2002, стр. 210—217.
- «L’Identité ukrainienne et les enjeux de la mémoire», L’Histoire, à paraître (en français, second semestre 2003)
- «Annick de Souzenelle, théologienne orthodoxe», préface à la publication en ukrainien de Annick de Souzenelle, Le symbolisme du corps humain, Kiev, Znannia, mars 2003. (en ukrainien); (article paru sur internet en langue française en 2008)
- «Ukraina stae mistsem zustritchi khristianstva Zahodu i Shodu», Postup, Lviv, n°102 (1157), 20 tchervnia 2003, p. 11
- «L’héritage de l’ecclésiologie sapientielle de Vladimir Soloviev», colloque international dédié à Vladimir Soloviev à l’université catholique d’Ukraine, www.ucu.edu.ua/fr, novembre 2003.
- Актуальность Бердяева во Франции // Метаморфози свободи: спадщина Бердяєва в сучасному дискурсі. — Київ: Парапан, 2003. — С. 23-28.
- «L’Ukraine, une nouvelle frontiére pour la conscience chrétienne», Zenit, 27 mars 2003 ; France Catholique, n°2876, 4 avril 2003, pp. 22-24.
- Софиология о. Сергия Булгакова и современное западное богословие // C. Н. Булгаков: Религиозно-философский путь: международная научная конференция, посвященная 130-летию со дня рождения, 5-7 марта 2001 г. — М. : Русский путь, 2003. — 524 с. — С. 127—139
- «Парижани, яким добре у Львові» // Високий замок, Львів, 4 жовтня 2003, стр. 9.
- «Soloviev, l’unité de l’Eglise et les relations internationales», France Catholique, 2094, 14 novembre 2003, pp. 16-17. (repris dans L’Observateur de l’UCU, n°1, janvier 2004, pp. 2-3)
- «Book Review of: „Sergei Bulgakov, Towards a Russian Political Theology.“ Edited with a commentary by Rowan Williams, Edinburgh, TT Clark ltd. 1999», The Ecumenical Review, Geneva, WCC, vol. 55, number 3, July 2003, pp. 285—287.
- «Katolitskist» pravoslavja, «La catholicité de l’Orthodoxie, recension de trois livres récents», (P. Michael Plekon, Living Icons, Persons of faith in the Eastern Church, Notre Dame, Indiana, University of Notre Dame Press, 2002 ; père Arsène, Passeur de la foi, Consolateur des ?mes, Paris, Cerf, Sel de la terre, 2002 ; Milan Zust, A la recherche de la vérité vivante, L’expérience religieuse de Pavel A. Florensky (1882—1937), Rome, Lipa, 2002), Lviv, Bohoslovie, tome 67, vol. 1-2, 2003, pp. 105—111. (en ukrainien).
- «Les gréco-catholiques d’Ukraine, ferments explosifs d’unité», (a special issue of France Catholique dedicated to Ukrainians Greek catholics), France Catholique, n° 2918, 20 février 2004, pp. 6-13; repris dans Zenit, agence d’information, 16 février 2004.
- «Ukraine, une autre mission», special issue of the magazine Peuples du Monde dedicated to the Ukrainian Catholic University, Paris, n°376, February 2004, pp. 10-32.
- «Les premiers saints de la diaspora russe», France Catholique, n°2921, Paris, 12 mars 2004, pp. 24-25.
- «Меж двух огней» // НГ-Религии, Москва, № 4, 134, 3 марта 2004, стр. 3.
- «Ми є» // «Патріархат». Львів, травень-червень 2004, № 3 (382), стр. 14-16.
- «Truly Byzantine, Truly Catholic», Catholic World Report, March 2004.
- «Halytchyna, nostalguia za Halileiou», Postup, Lviv, n°100, 5 travnia 2004, p. 11.
- «Peregmoti sebe», Postup, Lviv, n°105, 12 travnia 2004, p. 11.
- «Les archétypes de la sainteté dans la tradition orthodoxe», Sang des martyrs, semence d’Eglise, numéro spécial de la revue de L’Eglise dans le Monde, AED, Paris, 2004, pp. 50-59.
- «Témoins de la passion du Christ en Ukraine», (a special issue of France Catholique dedicated to the ukrainians martyrs), France Catholique, Paris, n°2924, 2 avril 2004, pp. 6-12.
- «La France va-t-elle enfin reconnaétre l’identité ukrainienne?», France Catholique, Paris, n°2955, 10 décembre 2004, pp. 26-28.
- «Les archétypes de la sainteté dans la tradition orthodoxe», Actes des Colloques de Paris (24 avril 2004) et de Lviv (7 mai 2004), Sang des martyrs, Semence d’Eglise, Paris, EDM, n°123, 3e trim. 2004, pp. 50-59.
- «Ossoba, Sofia, Ipostas : Onovlenie batchenia bogolioudstva», Bohoslovie, Lviv, tome 68, vol. 1-4, 2004, pp. 68-78.
- «Ukraine, laboratoire de l’oecuménisme, Entretien avec Myroslav Marynovytch», Esprit, Paris, janvier 2005, pp. 68-75.
- «Круглый стол по книге Антуана Аржаковского Журнал „Путь“ (1925—1940)» // Героизм и подвижничество, творчество С. Н. Булгакова в современном дискурсе, Киев, Радуга, 2005, стр. 391—404.
- «The School of Paris and Eucharistic Ecclesiology in the Twentieth century», Logos, A Journal of Eastern Christian Studies, Sheptytsky Institute, vol. 46 (2005), n°3-4, Ottawa, pp. 513—524.
- «The Sophiology of Father Sergius Bulgakov and Contemporary Western Theology», St Vladimir’s Theological Quaterly, Crestwood, Vol. 49, N° 1-2, 2005, pp. 219—235.
- «Un espoir oecuménique à Kiev», La Croix, Paris, jeudi 25 août 2005, p. 22.
- «The Catholicity of Russian Orthodoxy», in One, CNEWA, New York, 2005, vol. 32, n°2, pp. 12-15
- «L’épiclése de la vie, une approche orthodoxe radicale», dans The Mission to Proclaim and to Celebrate Christian Existence, edited by Peter de Mey, Leuven, Peeters, 2005.
- «Entretien avec sa Béatitude Mgr Anastassios (Yannoulatos) de Tirana et de toute l’Albanie», le 23 février 2006, www.orthodoxie.com
- «Orthodox Theologian : Antoine Arjakovsky»,
- «L’appel du Sud», L’Express, n°2850, 16 au 22 février 2006, pp. 36-37.
- «Quand des chrétiens décident de s’entendre», dossier spécial Porto Alegre pour France Catholique, 3 mars 2006, n° 3014.
- «In Support of A Radical Definition of Orthodoxy», Logos, A Journal of Eastern Christian Studies, vol. 47, n°1-2, 2006, pp. 143—163.
- «Porto Alegre’s Redefinition of Ecumenism and the Transformation of Orthodoxy», The Ecumenical Review, n° 3-4, July-October 2006.
- «Notre petite Eglise», Foyers Mixtes, Juin 2007, pp. 42-45.
- «La reconfiguration du paysage europ?en à Sibiu», Ouest France, septembre 2007, p.
- «L’avénement d’une doctrine sociale oecuménique Sibiu», France Catholique, septembre 2007., pp.
- «Le dixième congrés de Velehrad», Chrétiens en Marche, n°96, oct.-d?c. 2007, pp. 4-5.
- «Православная Мысль после второй мировой войны» // Человеческая целостность и встреча культур, Киев, Дух и Литера, 2007, стр. 247—264.
- «Peredmova (Préface)», Jitia Marti Roben, Lviv, Svichado, 2007, pp. 5-7
- «Entretien avec le vénérable Colin Williams, secrétaire général de la CEC», Genéve le 6.09.2006, www.orthodoxie.com
- «Les lieux de réconciliation ukraino-polonais», Chemins de réconciliation en Europe, La Salette, 25-28 juillet 2006, Opole, univ. d’Opole, 2007, pp. 59-66.
- «L’Ukraine est un lieu extraordinairement propice au rapprochement entre les chrétiens, entretien avec Christophe Levalois, directeur du site www.orthodoxie.com»,
- «L’amitié entre Paul Anderson et les émigrés russes», Irénikon, n°4, 2007, pp. 563—571.
- «Réactions et perspectives, à la lumiére de la situation oecuménique en Ukraine», site internet de l’Institut Catholique de Paris, www.catho-theo.net
- «Saint Clément et l’Ukraine», www.ucu.edu.ua; www.ecumenicalstudies.org.ua
- «Myrna la stigmatisée de Soufanieh», France Catholique, n°3121. 30 mai 2008, pp. 18-21.
- Coordination de la publication des actes du colloque sur «l’Ukraine et ses voisins», La Salette, 22-26 juillet 2007, Chemins de réconciliation en Europe, Opole, 2008, 200 p.
- «Предисловие» // Ирина Борщ, Русская наука церковного права в первой половине XX века: Поиск методологии, Москва, ЛКИ, 2008, стр. 7-9.
- «Olivier Clément, utchitel' dlia Tserkvi XXI stolitia», préface à Olivier Cl?ment, Duhovna Avtobiografia, Lviv, Svichado, 2008, pp. 5-16.
- «Recension du livre de Hyacinthe Destivelle, Le concile de Moscou (1917—1918) : La création des institutions conciliaires de l’Eglise orthodoxe russe (Paris, Cerf, 2006)», dans Logos, A Journal of Eastern Christian Studies, vol. 49, 3-4, 2008, pp. 318—321.
- «Commentary of John Milbank, „Sophiology and Theurgy : The New Theological Horizon“», in Radical Orthodoxy and Eastern Orthodoxy, The Institute for Orthodox Christian Studies, Cambridge, London, Ashgate, 2008, pp. 45-92.
- «Glorification of the Name and Grammar of the Wisdom, with an answer of the Most Revd Dr. Rowan Williams, Archbishop of Canterbury», in Radical Orthodoxy and Eastern Orthodoxy, The Institute for Orthodox Christian Studies, Cambridge, London, Ashgate, 2008, pp. 29-44.
- «Histoire et Mémoire de l’Institut saint Serge», Les sites de la mémoire russe, livre édité par Georges Nivat, Paris, Fayard, 2008, pp. 568—580.
- «Le renouveau de la pensée sociale chrétienne : la tentative ukrainienne», France Catholique, n°3127, 11 juillet 2008, pp. 8-13.
- «Parler avec la Russie, entretien avec Christophe Lucet», Sud-Ouest, 30.11. 2008, p. 10.
- «God’s Love as the Foundation of the Ecumenism of Life», Ecumenism of Life as a Challenge for Academic Theology, Societas Oecumenica, Frankfurt, Lembeck, 2008, pp. 33-48.
- «Table ronde sur „les religions : menace ou espoir“, en compagnie de Antoine Arjakovsky, cardinal Philipe Barbarin et le pasteur Claude Baty», Semaine Sociale de France, Lyon, novembre 2008, à paraître aux éditions Bayard en 2009.
- «Human Rights in the Philosophy of N. Berdiaev and in Recent Documents of the Russian Orthodox Church», International Conference in Soeterbeck (Netherlands), January 2009, to be published.
- Наше поколение // Память и надежда : Горизонты и пути осмысления / сост. К. Б. Сигов. — Київ : Дух i лiтера, 2010. — 535 с. — С .228-277
- L'œcuménisme en Europe : une approche religieuse et politique // Revue des deux mondes, avril 2012
- Свидетельство о славе в век постмодерна // Свидетельство: Традиции, формы, имена / сост. К. Б. Сигов. — Киев : Дух i лiтера, 2013. — 624 с. — С. 313
- The role of the Churches in the Ukrainian Revolution, Religion and Ethics ABC, 7 mars 2014.
- Прославление Имени и грамматика Мудрости: Сергий Булгаков и Жан-Марк Ферри // Сергей Николаевич Булгаков; ред. А. П. Козырев. — М. : РОССПЭН, 2020. — 631 с. — (Философия России первой половины XX века). — ISBN 978-5-8243-2374-0 — С. 395—408
- Необходимая реформа православного богословия // Богословие свободы. Религиозно-антропологические основания свободы в глобальном контексте = Theology of Freedom. Religious and Antropological Foundations of Freedom in a Global Context : сборник / ред. И. К. Языкова. — Москва : Издательство ББИ, 2021. — 549 с. — (Современное богословие). — ISBN 978-5-89647-401-2. — С. 452—461